# Контрада де Симоне (Палермо)
Контрада де Симоне је насеље у Италији у округу Палермо, региону Сицилија.
Према процени из 2011. у насељу је живело 34 становника. Насеље се налази на надморској висини од 41 м.